# Надзорник Чалмерс
Надзорник Гери Чалмерс (енгл. Superintendent Gary Chalmers) је измишљени лик из цртаног филма Симпсонови, коме глас му позајмљује Ханк Азарија. У епизодама, Надзорник Чалмерс игра надзорника Спрингфилдских школа. Често критикује Симора Скинера.